# (1041) Asta
Pour les articles homonymes, voir Asta.
(1041) Asta est un astéroïde de la ceinture principale découvert le 22 mars 1925 par l'astronome allemand Karl Wilhelm Reinmuth à l’observatoire du Königstuhl près de Heidelberg en Allemagne. Sa désignation provisoire était 1925 FA. Son nom en hommage à Asta Nielsen, aurait été suggéré par l'astronome Gustav Stracke.